# ملاير
ملاير (بالفارسية: ملایر) هي مدينة تقع في إيران في البلدة المركزية. يقدر عدد سكانها بـ 153,748 نسمة .

## معرض صور

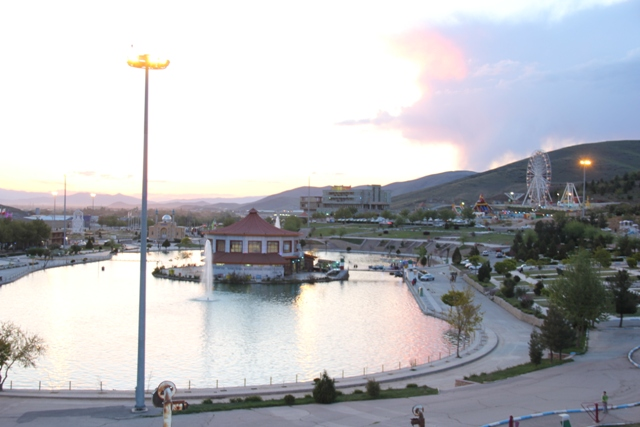
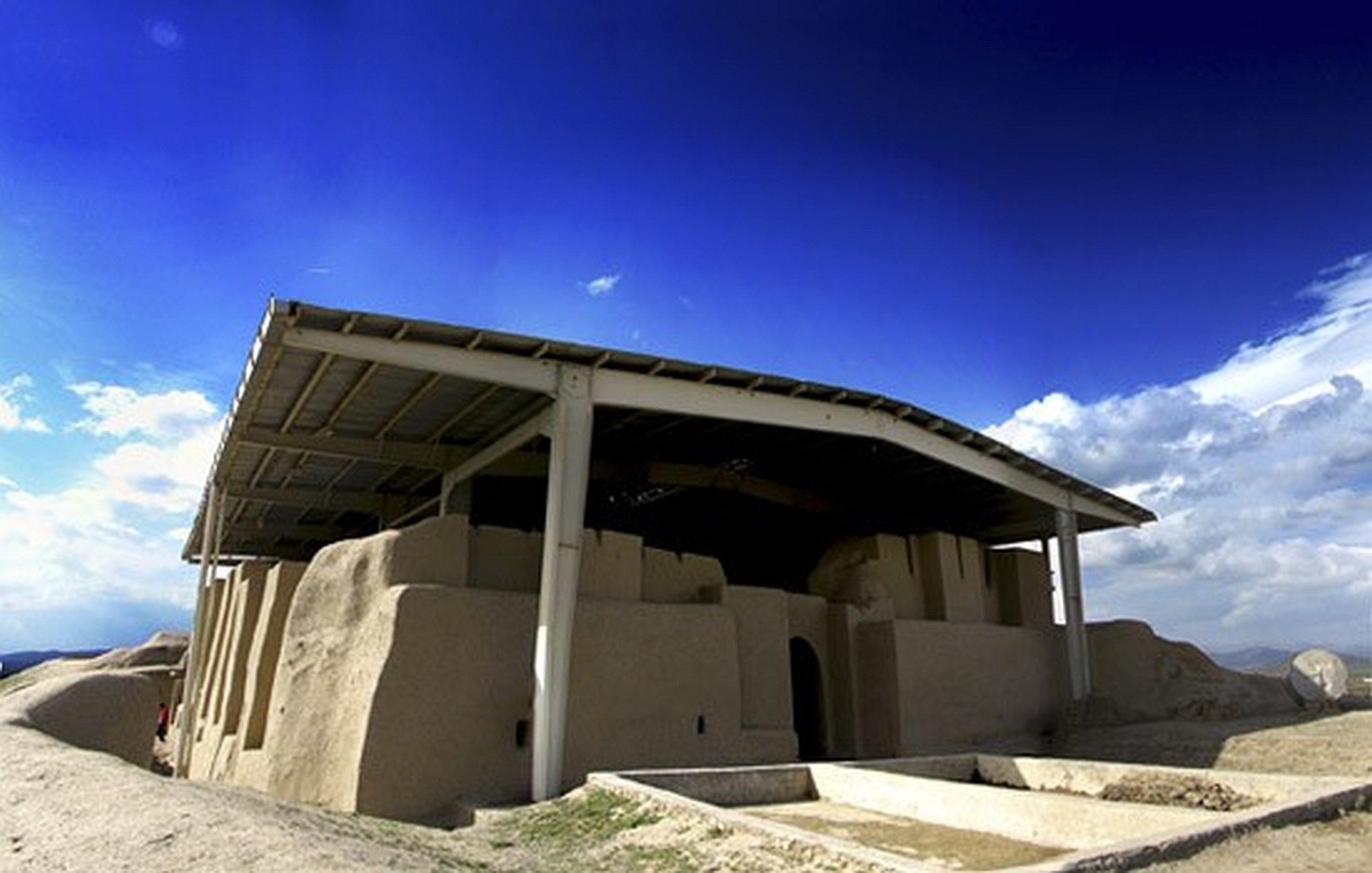
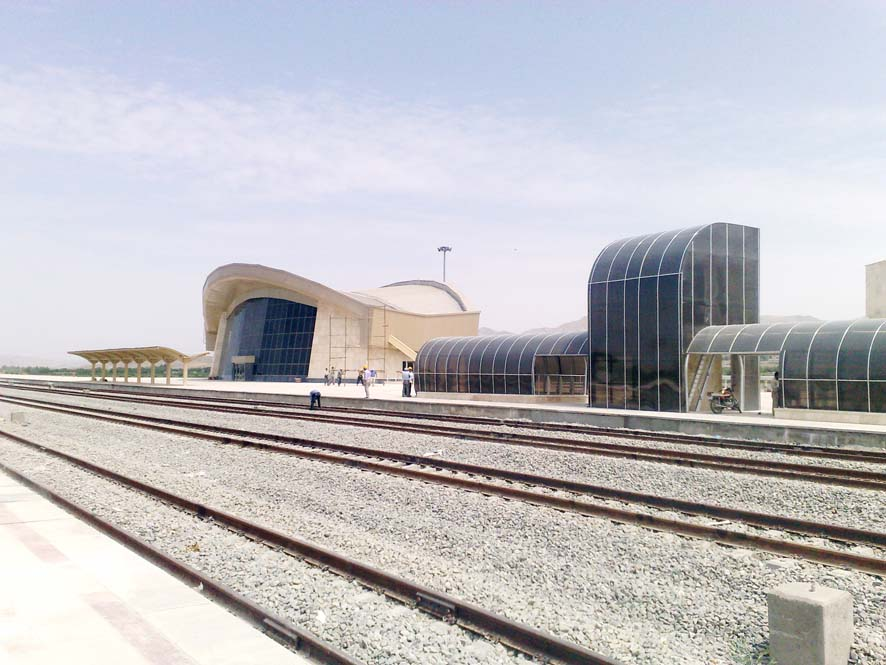
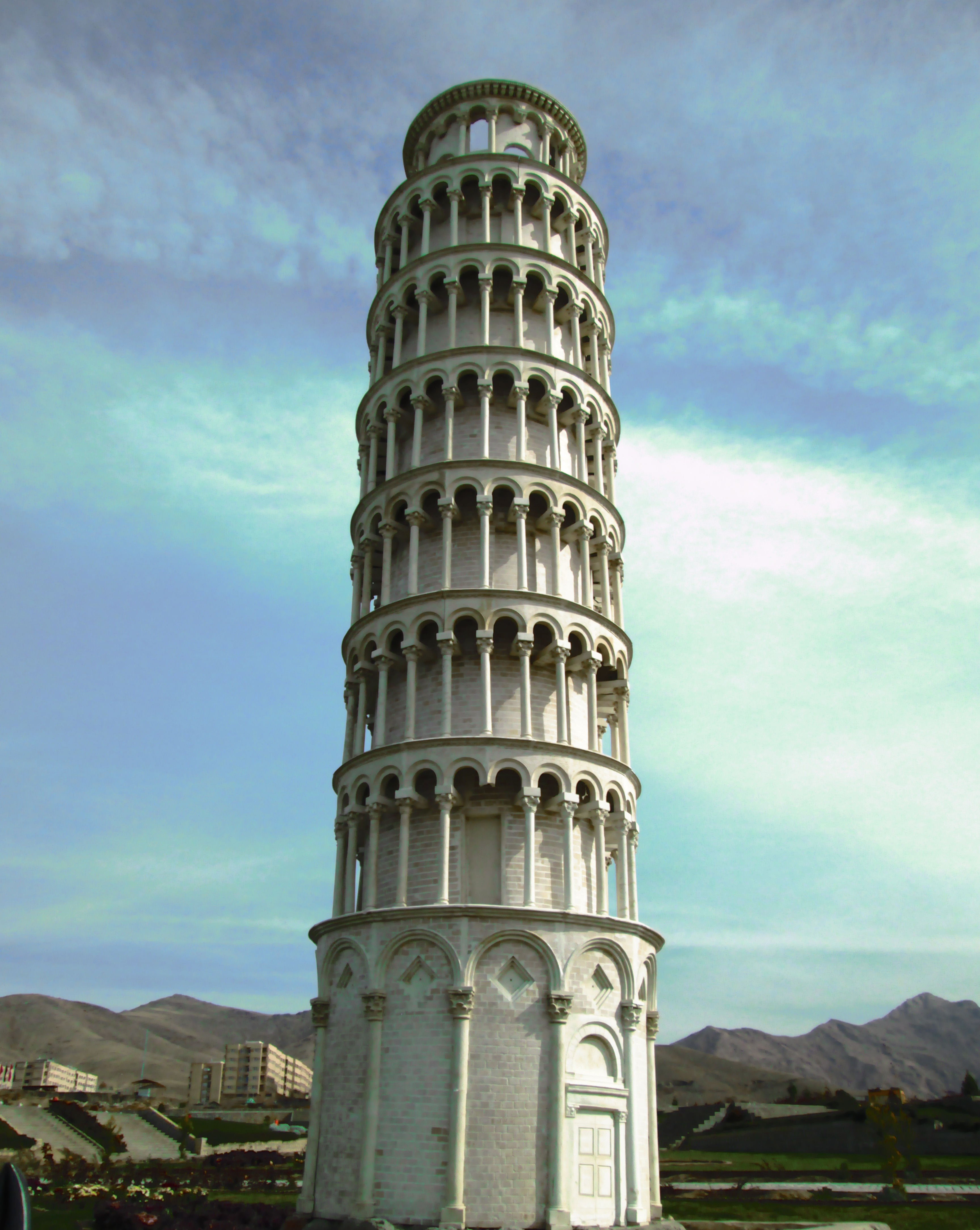
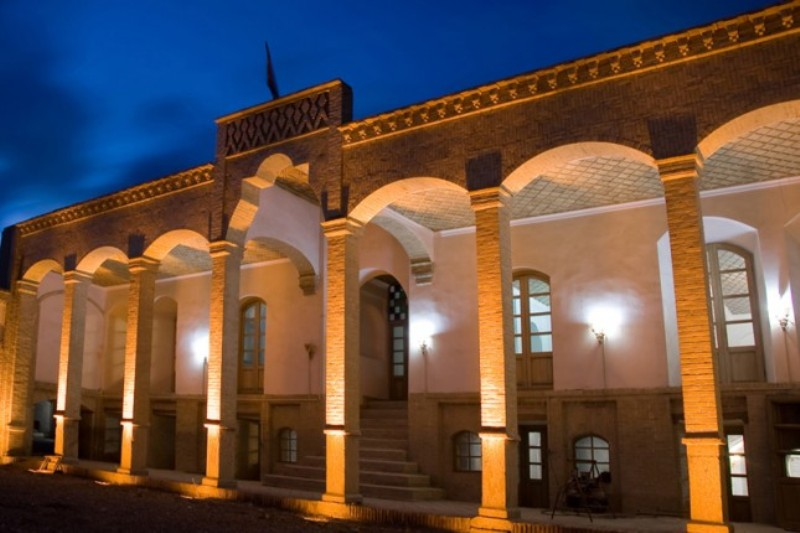

## أعلام
- لطف علي خان
- سيد مراد خان الزندي
- محمد محمدي ملايري